# Billy Livingstone
William Livingstone, detto Billy (Coventry, 13 agosto 1964), è un ex calciatore scozzese, di ruolo attaccante.

## Carriera
Nella stagione 1981-1982 gioca nelle giovanili del Wolverhampton, con cui firma il suo primo contratto professionistico nel gennaio del 1982. Nella stagione 1982-1983 all'età di 18 anni esordisce tra i professionisti con la prima squadra dei Wolves, contribuendo con una rete in 10 presenze alla conquista di una promozione in prima divisione (giocando in aggiunta anche una partita in Coppa di Lega), categoria in cui poi va in rete per 2 volte in 11 presenze nella stagione 1983-1984, che il club termina però all'ultimo posto in classifica e quindi con un immediato ritorno in seconda divisione; il rendimento di Livingstone viene impattato in negativo dalla rottura di una caviglia, e la sfortuna non lo abbandona nemmeno nella stagione 1984-1985, trascorsa in terza divisione con il Derby County: durante la sua unica stagione di militanza con i Rams si rompe infatti una gamba, non riuscendo di fatto a scendere mai in campo in partite ufficiali con il club bianconero. Anche nel suo successivo club (il Tamworth, militante in quinta divisione) viene perseguitato dagli infortuni, rompendosi addirittura per due volte una gamba, infortunio che di fatto pone fine alla sua carriera, nonostante un tentativo di rientro nella stagione 1986-1987 con i dilettanti del Coventry Sporting, club della sua città natale.